# Каунаський район
Каунаський район (лит. Kauno rajono savivaldybė) — муніципалітет районного рівня у центрі Литви, що знаходиться у Каунаському повіті. Адміністративний центр — місто Каунас. Територія Каунаса не належить до території району.

## Адміністративний поділ та населені пункти
Район включає 25 староств:
- Академійоське (лит. Akademijos seniūnija; Академія)
- Альшенайське (лит. Alšėnų seniūnija, Альшенай)
- Бабтайське (лит. Babtų seniūnija, Бабтай)
- Батнявське (лит. Batniavos seniūnija, Бубяй)
- Ванджіогальське (лит. Vandžiogalos seniūnija)
- Вількійське міське (лит. Vilkijos seniūnija) (Вількія)

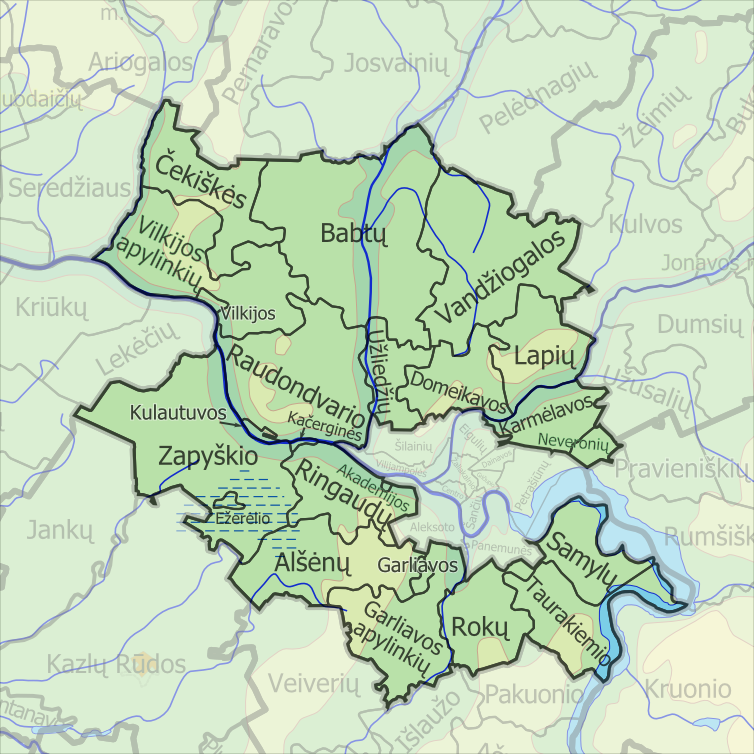
Староства Каунаського району

- Вількійське окружне ((лит. Vilkijos apylinkių seniūnija)
- Гарлявське міське (лит. Garliavos seniūnija, Гарлява)
- Гарлявське окружне (лит. Garliavos apylinkių seniūnija, Гарлява)
- Домейкавське (лит. Domeikavos seniūnija, Домейкава)
- Ежереліське (лит. Ežerėlio seniūnija, Ежереліс)
- Запішкіське (лит. Zapyškio seniūnija) (Запішкіс)
- Качергінеське (лит. Kačerginės seniūnija, Качергіне)
- Кармелавське (лит. Karmėlavos seniūnija, Кармелава)
- Кулаутавське (лит. Kulautuvos seniūnija, Кулаутува)
- Лапеське (лит. Lapių seniūnija, Лапес)
- Лінксмакалніське (лит. Linksmakalnio seniūnija, Лінксмакальніс)
- Невероніське (лит. Neveronių seniūnija, Невероніс)
- Раудондваріське (лит. Raudondvario seniūnija, Раудондваріс)
- Рінгаудайське (лит. Ringaudų seniūnija, Рінгаудай)
- Рокайське (лит. Rokų seniūnija, Рокай)
- Самілайське (лит. Samylų seniūnija, Самилай)
- Тауракемське (лит. Taurakiemio seniūnija, Пілюона)
- Ужледське (лит. Užliedžių seniūnija),
- Чекішкеське (лит. Čekiškės seniūnija, Чекішке)

Район включає 3 міста — Гарлява, Ежереліс, Вількія; 10 містечок — Академія, Бабтай, Чекішке, Домейкава, Качергіне, Кармелава, Кулаутува, Лапес, Ванджегала и Запішкіс; 370 сіл.
Чисельність населення найбільших поселень (2001):
- Гарлява — 13 322 осіб
- Домейкава — 4 704 осіб
- Академія — 4 213 осіб
- Раудондваріс — 4 092 осіб
- Невероніс — 3 083 осіб
- Кармелава — 2 886 осіб
- Вількія — 2 338 осіб
- Рінгаудай — 2 197 осіб
- Ежереліс — 2 051 осіб
- Шленава — 1 796 осіб
- Бабтай — 1 715 осіб
- Кулаутува — 1 367 осіб
- Мастайчяй — 1 339 осіб
- Лапес — 1 038 осіб
- Сіткунай — 206 осіб

## Населення
Згідно з переписом 2011 року у районі мешкало 84263 осіб.
Етнічний склад:
- Литовці — 96,29 % (82 810 осіб);
- Росіяни — 1,82 % (1 564 осіб);
- Поляки — 0,4 % (340 осіб);
- Українці — 0,19 % (166 осіб);
- Білоруси — 0,11 % (96 осіб);
- Німці — 0,07 % (61 осіб);
- Цигани — 0,05 % (42 осіб);
- Інші — 1,07 % (919 осіб).

## Транспорт
Район перетинає міжнародні автомобільні дороги — «Via Baltica» та шосе А1 Вільнюс-Каунас-Клайпеда, міжнародні залізничні маршрути IX і IXD. У місті Кармелава є міжнародний аеропорт, недалеко від нього створена Каунаська вільна економічна зона (Kauno LEZ).

## Відомі люди

### В районі народилися
- Казіс Абромавічус (1928-), художник-аквареліст, що народився в Кулаутува.
- Раймонд Жідонєне-Сюркуте (1960), хоровий диригент і педагог, який народився в Кулаутува.
- Антаніна Мацкявічюте (1926—2011) — литовська і радянська актриса театру та кіно, народилася у Гарляві.
- Юозас Стануліс (1897-1991), литовський актор та режисер театру. Народився у Качергіне, помер в Сан-Франциско.